# Jelgava
Jelgava je grad smješten u središtu Latvije 41 kilometar jugozapadno od Rige. Najveći je grad povijesne pokrajine Semigallie (Zemgale), u kojem prema popisu iz 2016. godine živjelo 61.623 stanovnika. Tijekom povijesti grad je bio sjedište Vojvodstva Kurlanda i Semigallie (1578. – 1795.) i administrativni centar Kurlandskog guvernata. (1795. – 1918.).
Jelgava je smještena svega 3,5 metara iznad razine mora na desnoj obali rijeke Lielupe. Budući da se nalazi na naplavnoj ravnici, grad je u povijesti nekoliko puta bio poplavljen. Grad je poznato željezničko čvorište s vlastitom zračnom lukom. Iz grada se račva 6 željeznićkih pravaca koji povezuju Rigu i Litvu, istočnu i zapadnu Latviju, i Litvu s Baltičkim morem.
U gradu se nalazi Kazalište "Ādolfs Alunāns" osnovano 1896. godine.

## Stanovništvo
Prema popisu stanovništva iz 2016. godine, grad je imao 61.623 stanovnika.
| Narodnosni sastav (2015.) | Narodnosni sastav (2015.) | Narodnosni sastav (2015.) | Narodnosni sastav (2015.) | Narodnosni sastav (2015.) |
| ------------------------- | ------------------------- | ------------------------- | ------------------------- | ------------------------- |
|                           |                           |                           |                           |                           |
| Latvijci                  | Latvijci                  |                           | 59.3%                     | 59.3%                     |
| Rusi                      | Rusi                      |                           | 26.6%                     | 26.6%                     |
| Bjelorusi                 | Bjelorusi                 |                           | 5.5%                      | 5.5%                      |
| Ukrajinci                 | Ukrajinci                 |                           | 2.4%                      | 2.4%                      |
| Poljaci                   | Poljaci                   |                           | 1.9%                      | 1.9%                      |
| Romi                      | Romi                      |                           | 0.8%                      | 0.8%                      |
| Litavci                   | Litavci                   |                           | 1.4%                      | 1.4%                      |
| Ostali                    | Ostali                    |                           | 2.1%                      | 2.1%                      |
|                           |                           |                           |                           |                           |

## Gradovi prijatelji
Jelgava je zbratimljena sa sljedećim gradovima:
| - Pärnu, Estonija (od 1957.) - Šiauliai, Litva (od 1960.) - Vejle, Danska (od 1992.) - Xinying, Tajvan (od 2000.) - Alcamo, Italija (od 2002.) | - Baranaviči, Bjelorusija (od 2003.) - Berlin, Njemačka (od 2003.) - Hällefors, Švedska (od 2004.) - Moskva, Rusija (od 2003.) - Ivano-Frankivsk, Ukrajina | - Nacka, Švedska (od 2004.) - Rueil-Malmaison, Francuska (od 2006.) - Magadan, Rusija - Białystok, Poljska - Nova Odessa, Brazil |

## Vanjske poveznice
- (let.) Gradske novine
- (let.) jelgava.lv - službene stranice